# Pteris pseudocaudata
Pteris pseudocaudata là một loài dương xỉ trong họ Pteridaceae. Loài này được mô tả khoa học đầu tiên năm 1901.
Danh pháp khoa học của loài này chưa được làm sáng tỏ. 